# Llista de pobles i ciutats d'Hongria

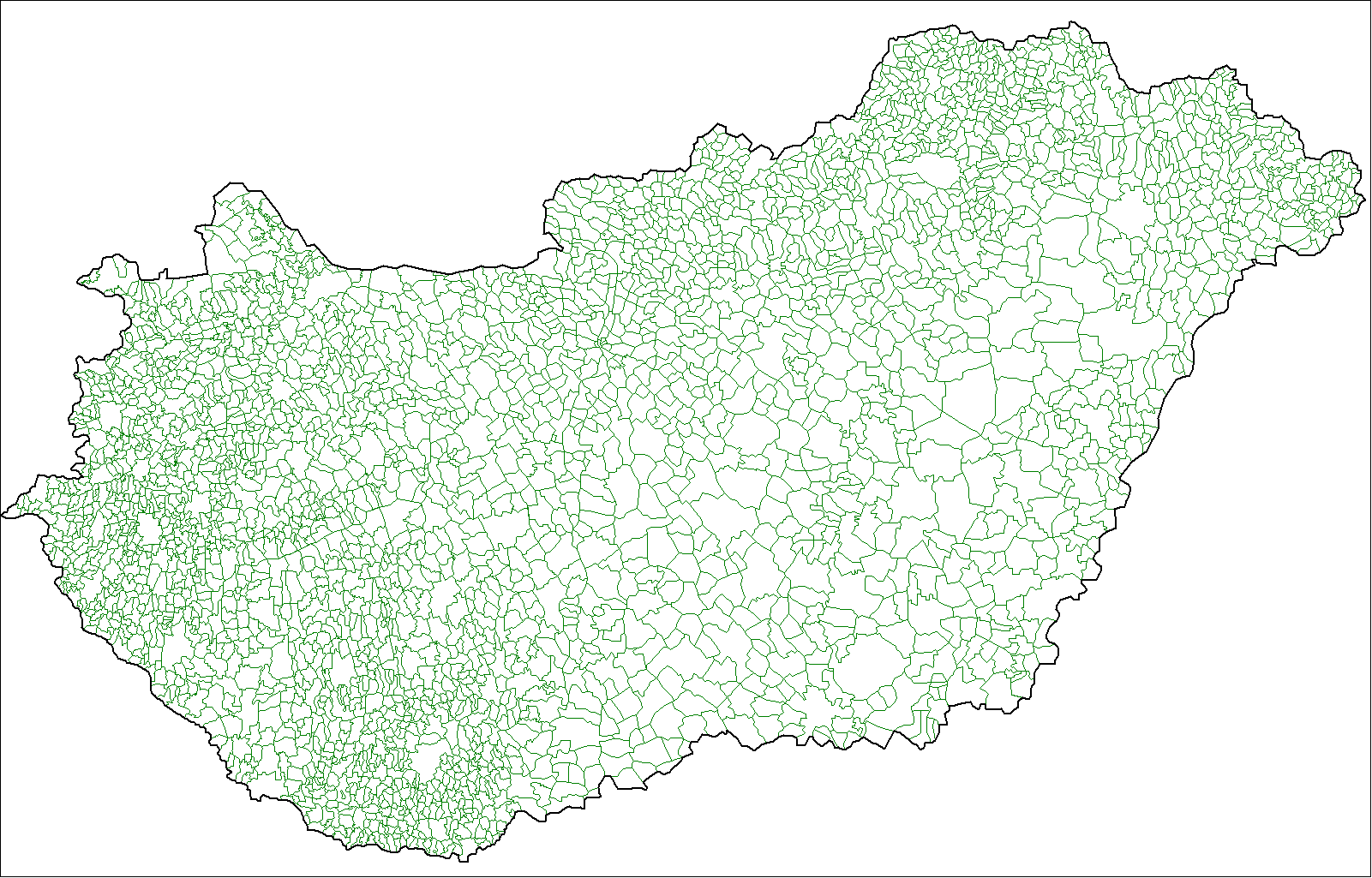
Ciutats i pobles d'Hongria

L'1 de juliol de 2009 Hongria tenia 3152 poblacions (en magyar, város, en plural városok, aquest terme es refereix tant als pobles com a les ciutats i el terme de ciutat s'utilitza en les traduccions oficials): d'aquestes, 328 són ciutats i 2824 són pobles (en magyar, község, en plural, községek). El nombre de ciutats pot canviar, ja que els pobles poden ser elevats a ciutats pel President d'Hongria. Budapest, la capital de l'estat té un estatus especial i no està inclosa en cap comtat i hi ha 23 ciutats que són comtats urbans (megyei jogú város - ciutat amb drets de comtat). Totes les seus dels comtats excepte Budapest estan en comtats urbans que, juntament amb altres cinc ciutats més, tenen més de 50.000 habitants.
Quatre de les ciutats (Budapest, Miskolc, Győr i Pécs) tenen àrees metropolitanes i l'Oficina d'Estadístiques Hongaresa distingeix altres àrees que estan desenvolupant-se en aglomeracions urbanes.
La ciutat més poblada és la capital, Budapest, la ciutat menys poblada és Pálháza, amb 1035 habitants (2010). El poble més gran és Solymár (10.123 habitants el 2010). Hi ha més de 100 pobles amb menys de 100 habitants i els menys poblats tenen menys de vint habitants.

## Ciutats més poblades d'Hongria

### Ciutats de més de 100.000 habitants
| Nom            | Població (1949) | Població màxima  | Població (2013) | Àrea Metropolitana | Estatus                                            |
| -------------- | --------------- | ---------------- | --------------- | ------------------ | -------------------------------------------------- |
| Budapest       | 1,590,316       | 2,059,226 (1980) | 1,735,711(2013) | 2,503,105 (2009)   | Capital d'Hongria                                  |
| Debrecen       | 115,399         | 212,235 (1990)   | 204,333 (2013)  | 237,888 (2005)     | Centre regional, seu de comtat, comtat urbà        |
| Szeged         | 104,867         | 169,930 (1990)   | 161,837 (2013)  | 201,307 (2005)     | Centre regional, seu de comtat, comtat urbà        |
| Miskolc        | 109,841         | 208,103 (1980)   | 162,905 (2013)  | 216,470 (2005)     | Centre regional centre, seu de comtat, comtat urbà |
| Pécs           | 89,470          | 170,039 (1990)   | 147,719 (2013)  | 179,215 (2005)     | Centre regional, seu de comtat, comtat urbà        |
| Győr           | 69,583          | 131,564 (2012)   | 128,567 (2013)  | 182,776 (2005)     | Centre Regional, seu de comtat, comtat urbà        |
| Nyíregyháza    | 56,334          | 117,852 (2011)   | 119,000         | -                  | Seu de comtat, comtat urbà                         |
| Kecskemét      | 61,730          | 114,226 (2012)   | 114,226         | -                  | Seu de comtat, comtat urbà                         |
| Székesfehérvár | 42,260          | 108,958 (1990)   | 99,247 (2013)   | -                  | Centre Regional, seu de comtat, comtat urbà        |

### Ciutats d'entre 50.000 i 100.000 habitants
| Nom          | Població (1949) | Població màxima | Població (2012) | Àrea metropolitana | Estatus                        |
| ------------ | --------------- | --------------- | --------------- | ------------------ | ------------------------------ |
| Szombathely  | 47,589          | 85,617(1990)    | 79,348          | -                  | Seu de comtat, comtat urbà     |
| Szolnok      | 37,520          | 78,328 (1990)   | 74,341          | -                  | Seu de comtat, comtat urbà     |
| Tatabánya    | 40,221          | 75,921 (1980)   | 70,003          | -                  | Capital de comtat, comtat urbà |
| Kaposvár     | 37,945          | 72,377 (1980)   | 67,686          | -                  | Capital de comtat, comtat urbà |
| Érd          | 16,444          | 65,277 (2012)   | 65,277          | Budapest           | Comtat urbà                    |
| Veszprém     | 20,682          | 64,024 (2012)   | 64,024          | -                  | Capital de comtat, comtat urbà |
| Békéscsaba   | 44,053          | 68,044 (1980)   | 63,752          | -                  | Capital de comtat, comtat urbà |
| Zalaegerszeg | 21,668          | 62,121 (1990)   | 61,390          | -                  | Capital de comtat, comtat urbà |
| Sopron       | 36,506          | 61,849 (2012)   | 61,849          | -                  | comtat urbà                    |
| Eger         | 32,352          | 61,892 (1990)   | 56,166          | -                  | Capital de comtat, comtat urbà |
| Nagykanizsa  | 33,158          | 54,052 (1990)   | 50,101          | -                  | comtat urbà                    |

### Ciutats d'entre 30.000 i 50.000 habitants
| Nom               | Població | Àrea metropolitana | Estatus                        | Comtat               |
| ----------------- | -------- | ------------------ | ------------------------------ | -------------------- |
| Dunaújváros       | 48,010   | -                  | Comtat urbà                    | Fejér                |
| Hódmezővásárhely  | 46,522   | -                  | Comtat urbà                    | Csongrád             |
| Dunakeszi         | 40,334   | Budapest           |                                | Pest                 |
| Cegléd            | 37,778   | -                  |                                | Pest                 |
| Baja              | 37,330   | -                  |                                | Bács-Kiskun          |
| Salgótarján       | 36,467   | -                  | Capital de comtat, comtat urbà | Nógrád               |
| Szigetszentmiklós | 34,877   | Budapest           |                                | Pest                 |
| Vác               | 34,810   | Budapest           |                                | Pest                 |
| Gödöllő           | 34,172   | Budapest           |                                | Pest                 |
| Ózd               | 33,750   | -                  |                                | Borsod-Abaúj-Zemplén |
| Szekszárd         | 33,311   | -                  | Capital de comtat, comtat urbà | Comtat de Tolna      |
| Mosonmagyaróvár   | 32,720   | -                  |                                | Győr-Moson-Sopron    |
| Gyöngyös          | 32,385   | -                  |                                | Heves                |
| Pápa              | 32,052   | -                  |                                | Veszprém             |
| Gyula             | 31,679   | -                  |                                | Békés                |
| Hajdúböszörmény   | 31,306   | -                  |                                | Hajdú-Bihar          |
| Esztergom         | 30,434   | -                  |                                | Komárom-Esztergom    |
| Kiskunfélegyháza  | 30,305   | -                  |                                | Bács-Kiskun          |

## Tots els altres pobles d'Hongria

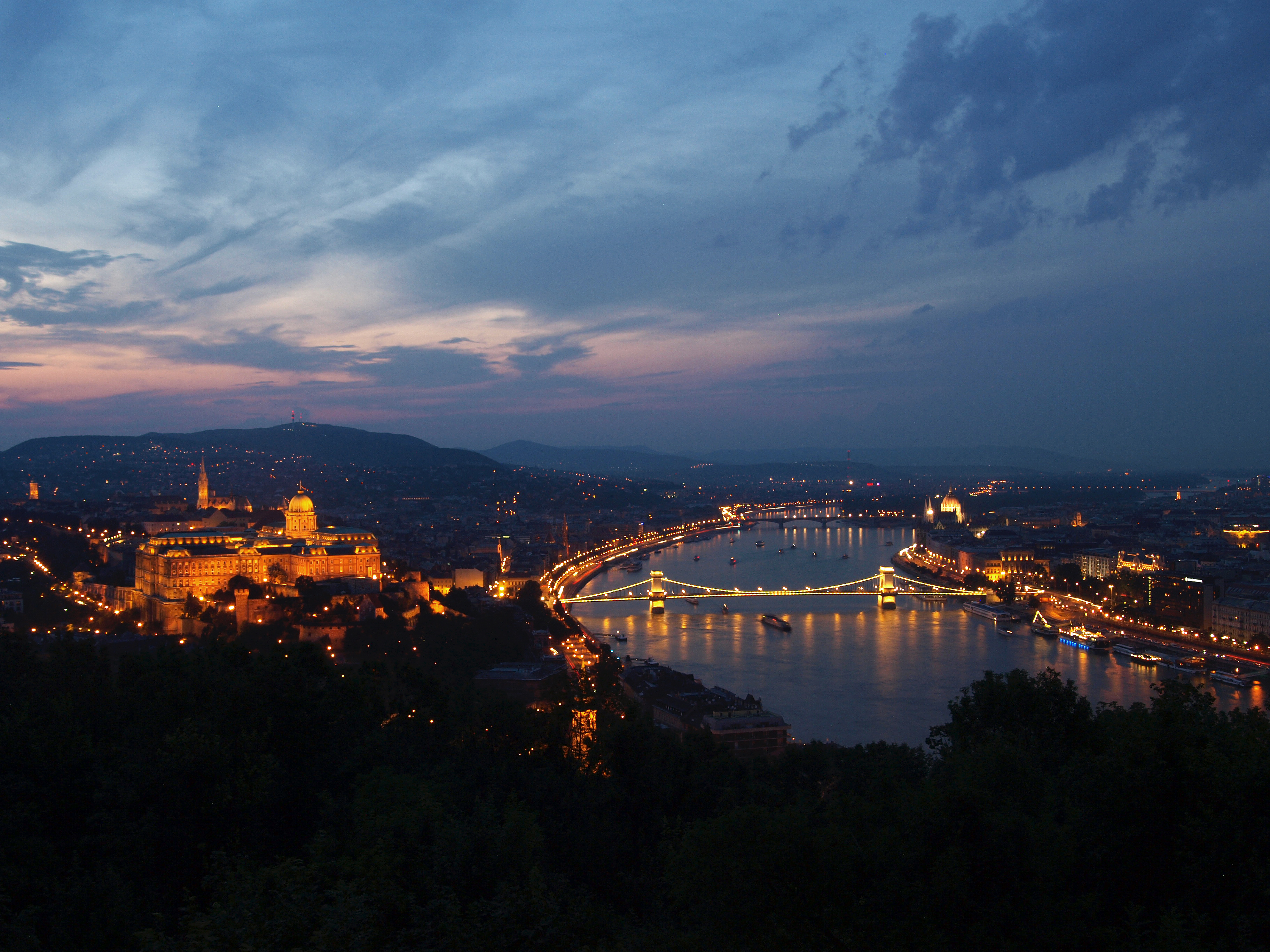
Budapest
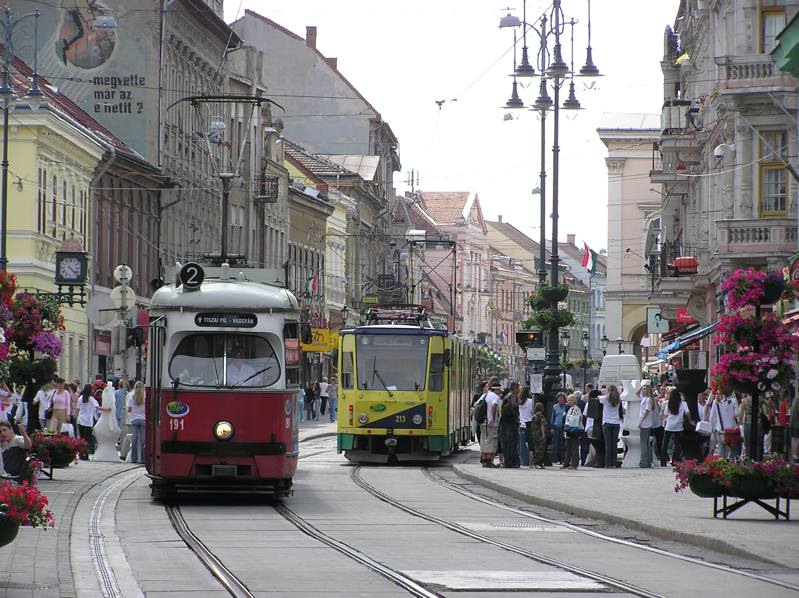
Miskolc
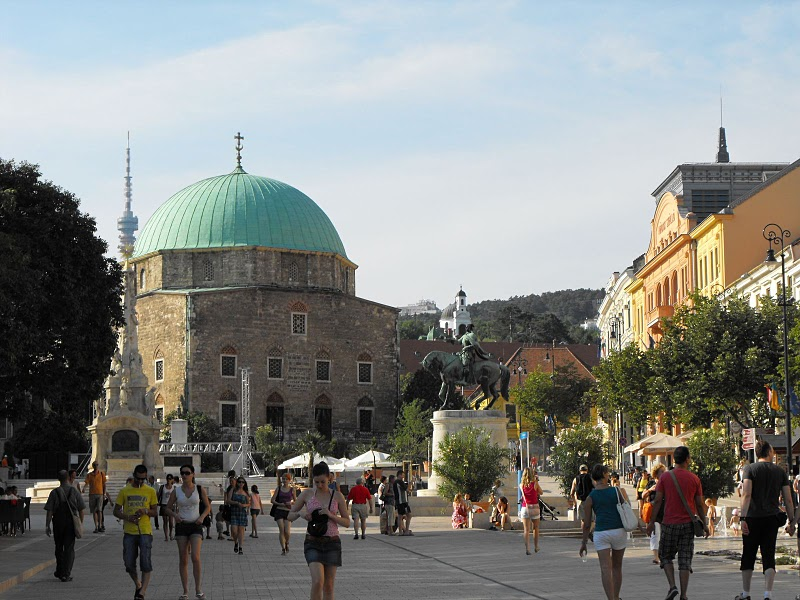
Pécs
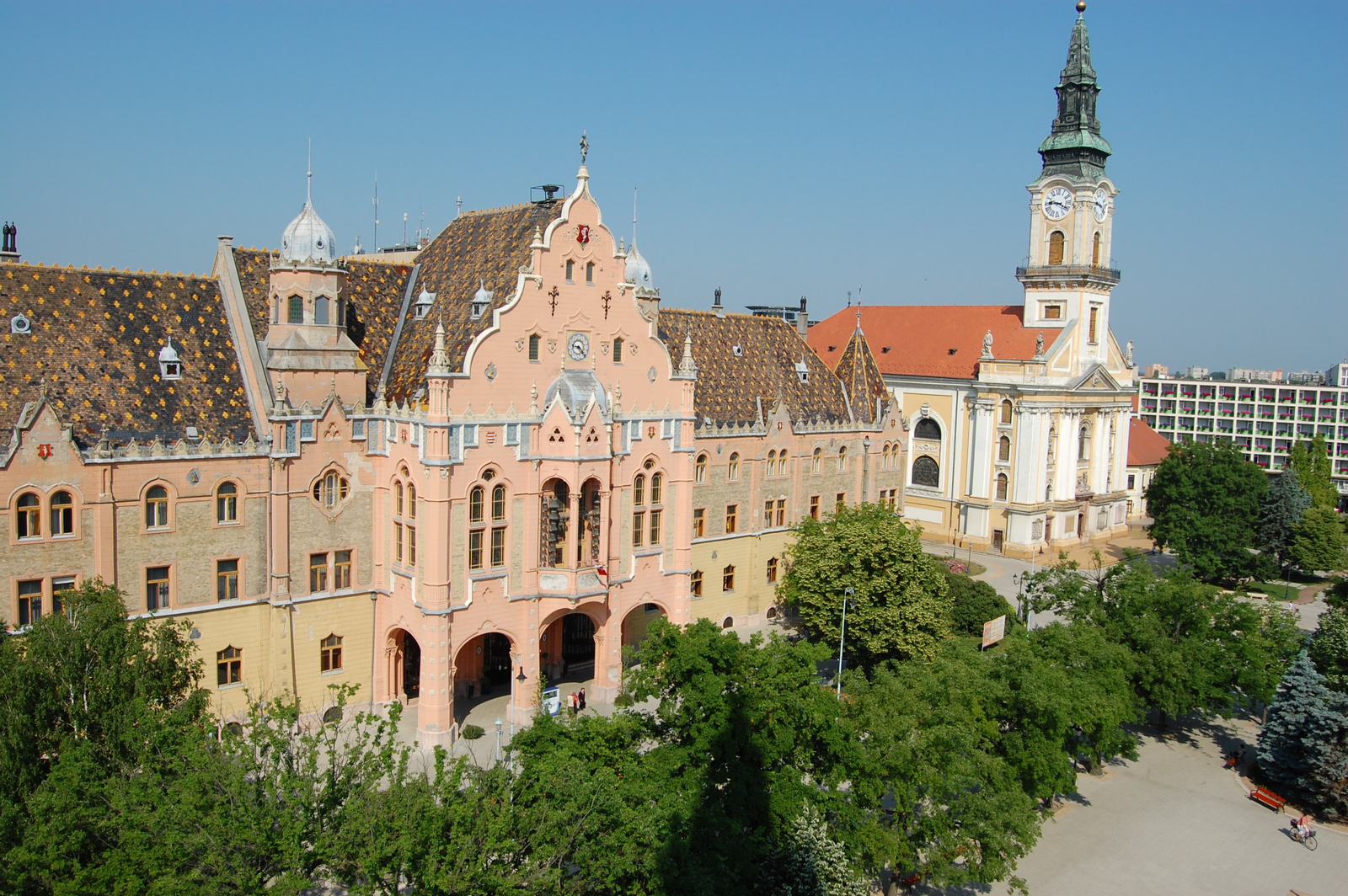
Kecskemét
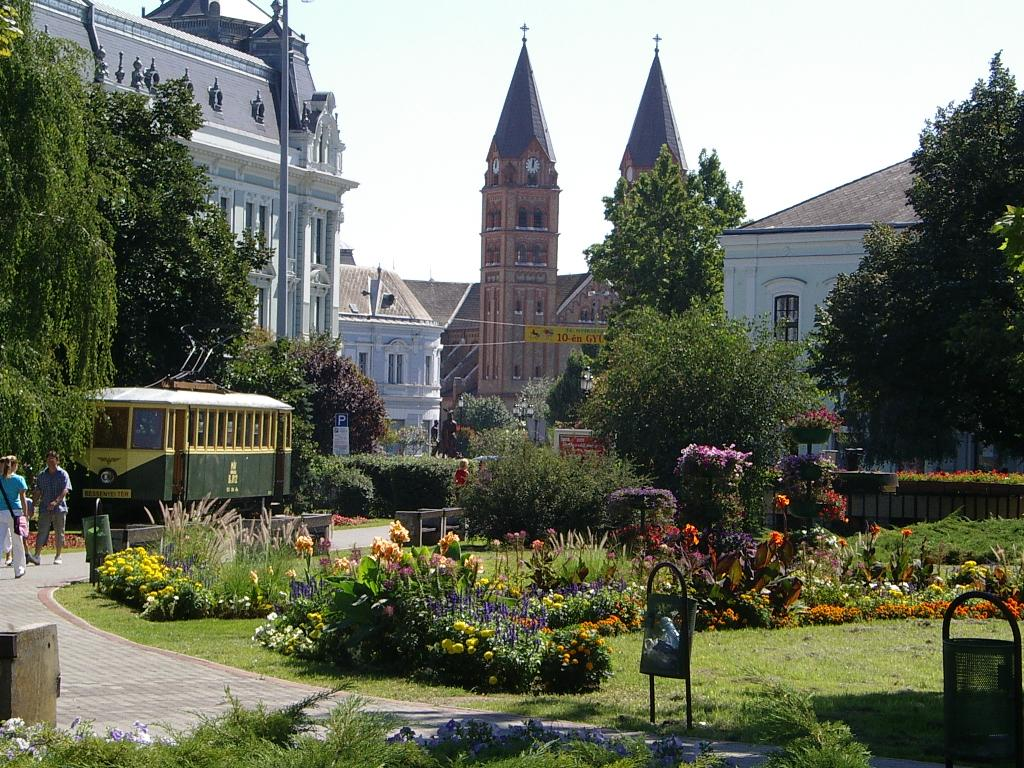
Nyíregyháza
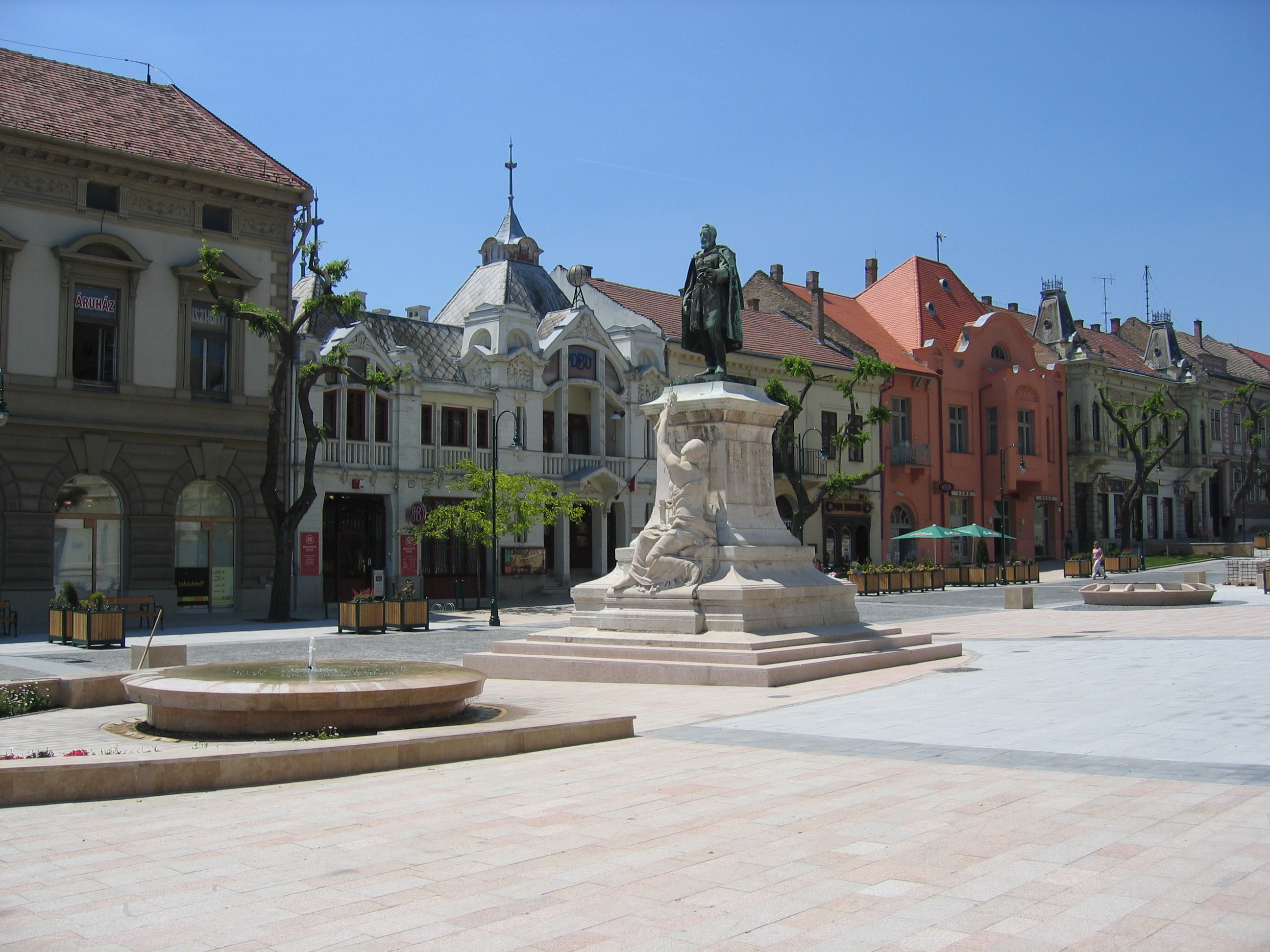
Szekszárd
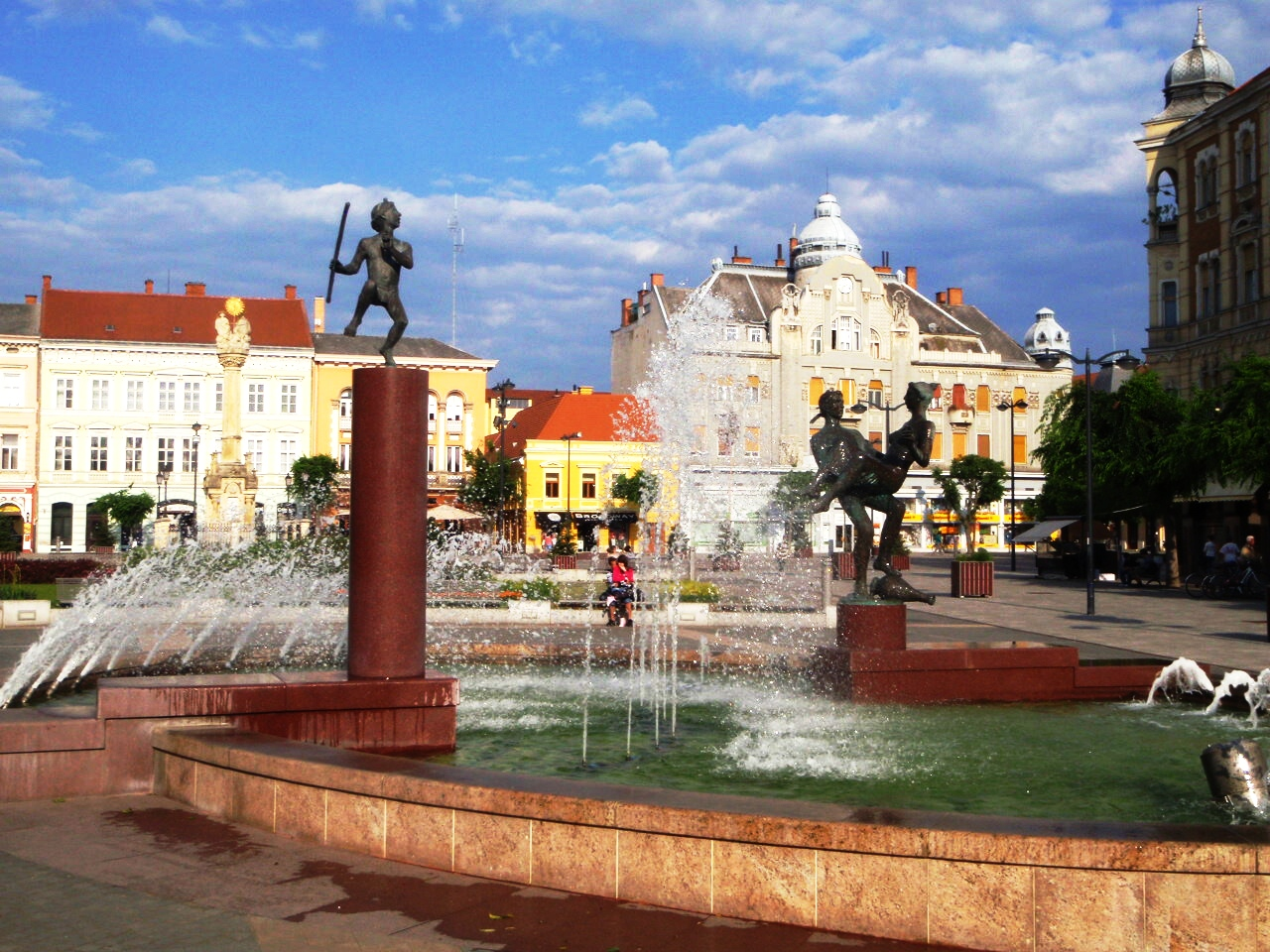
Szombathely
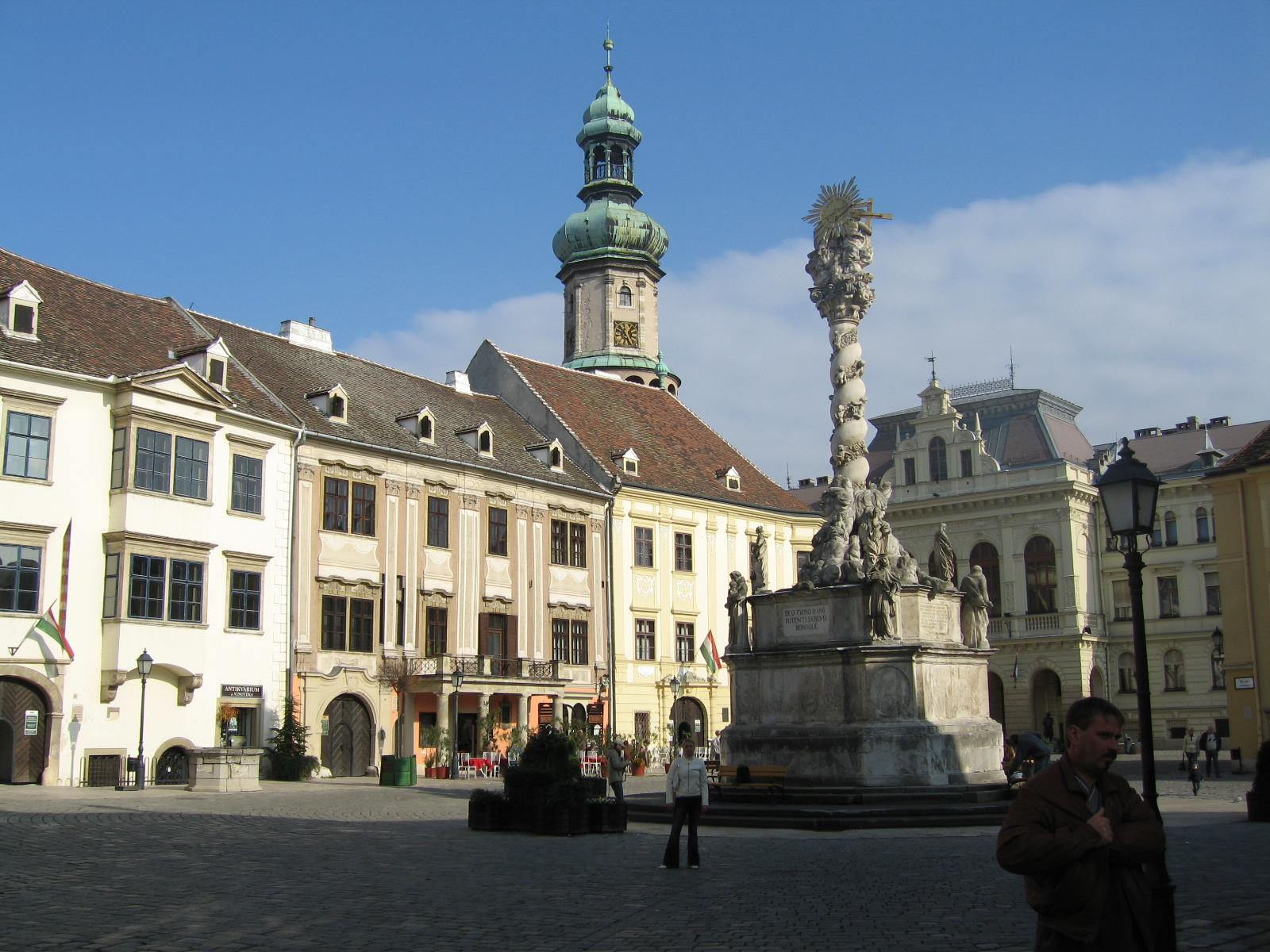
Sopron
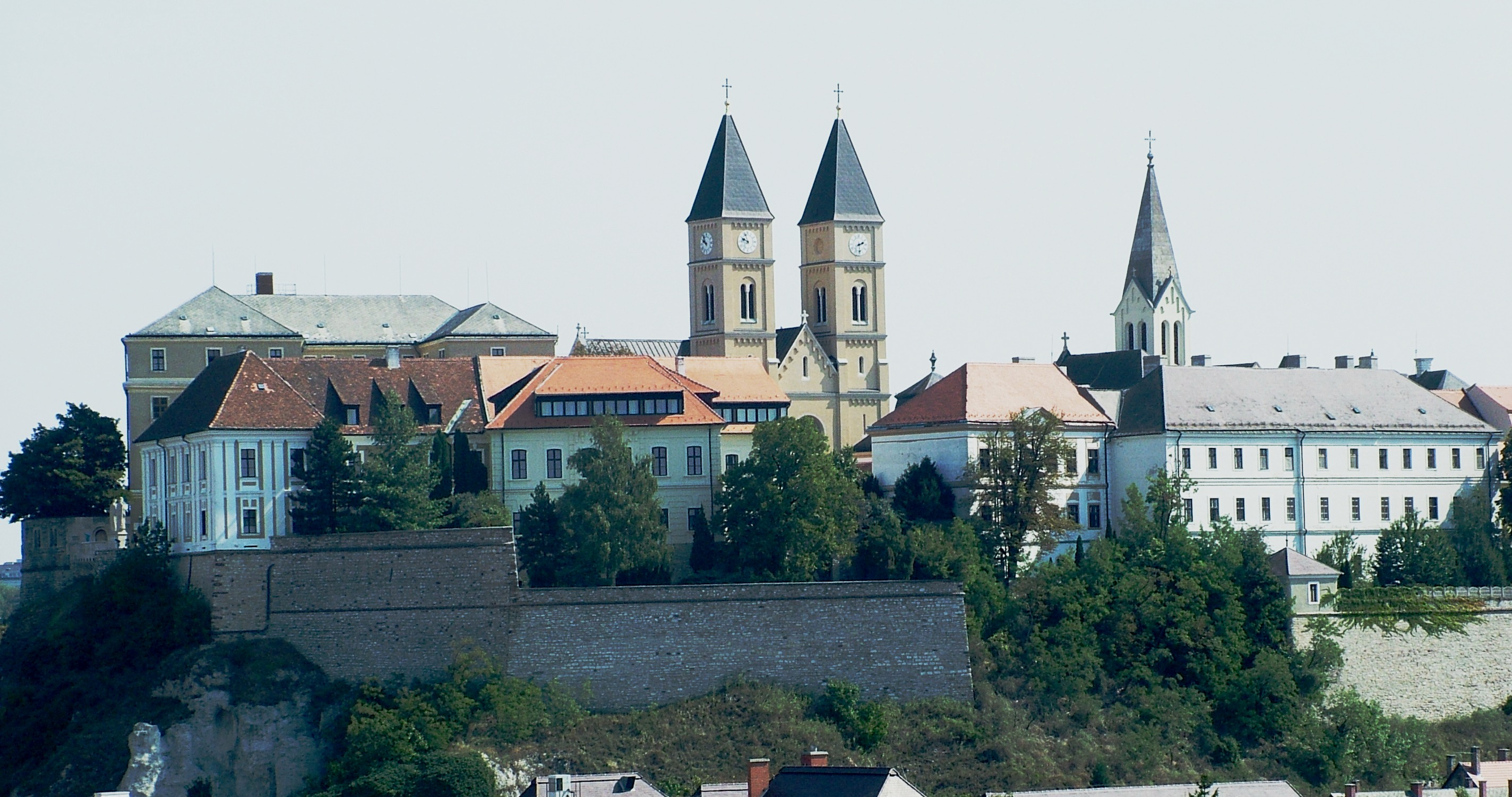
Veszprém
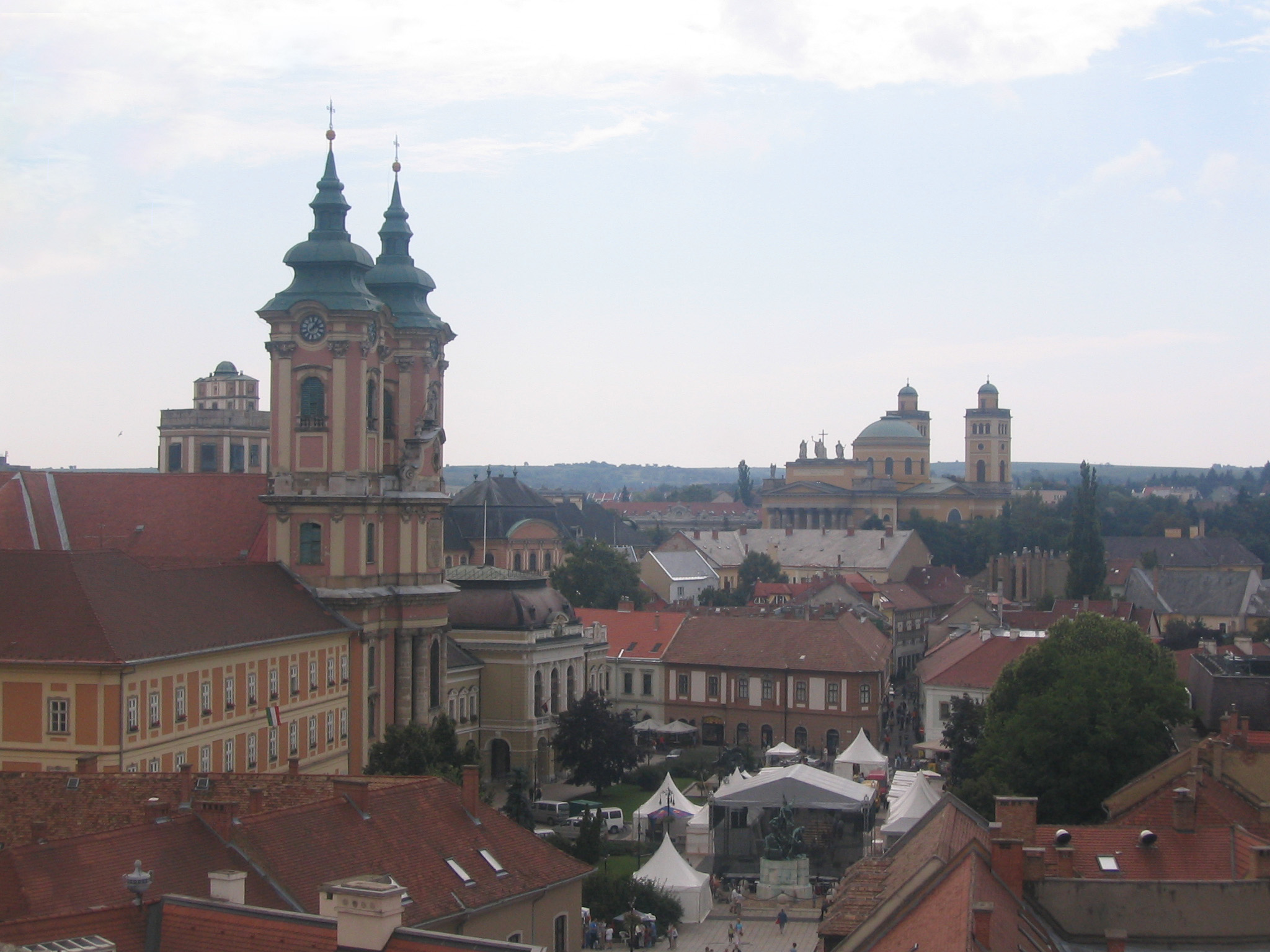
Eger
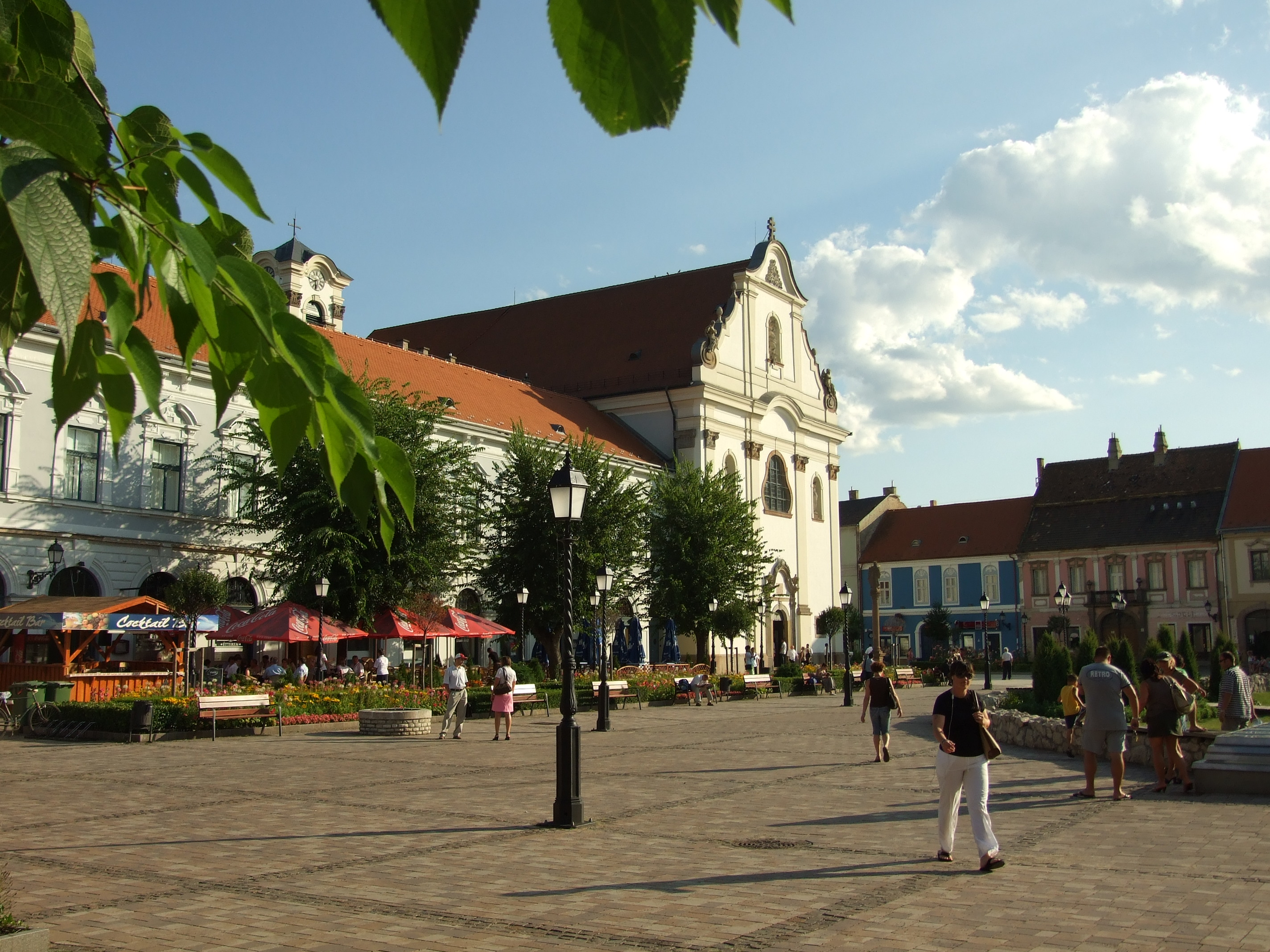
Vác
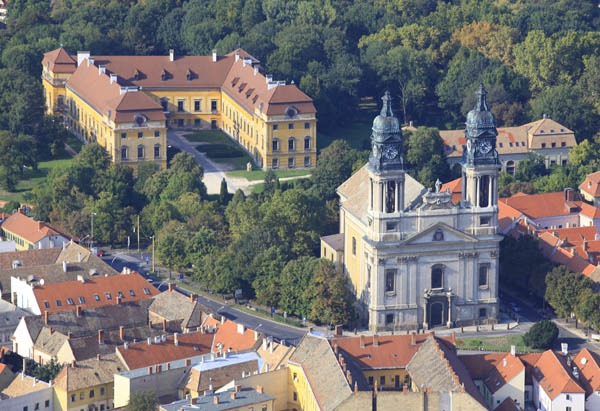
Pápa
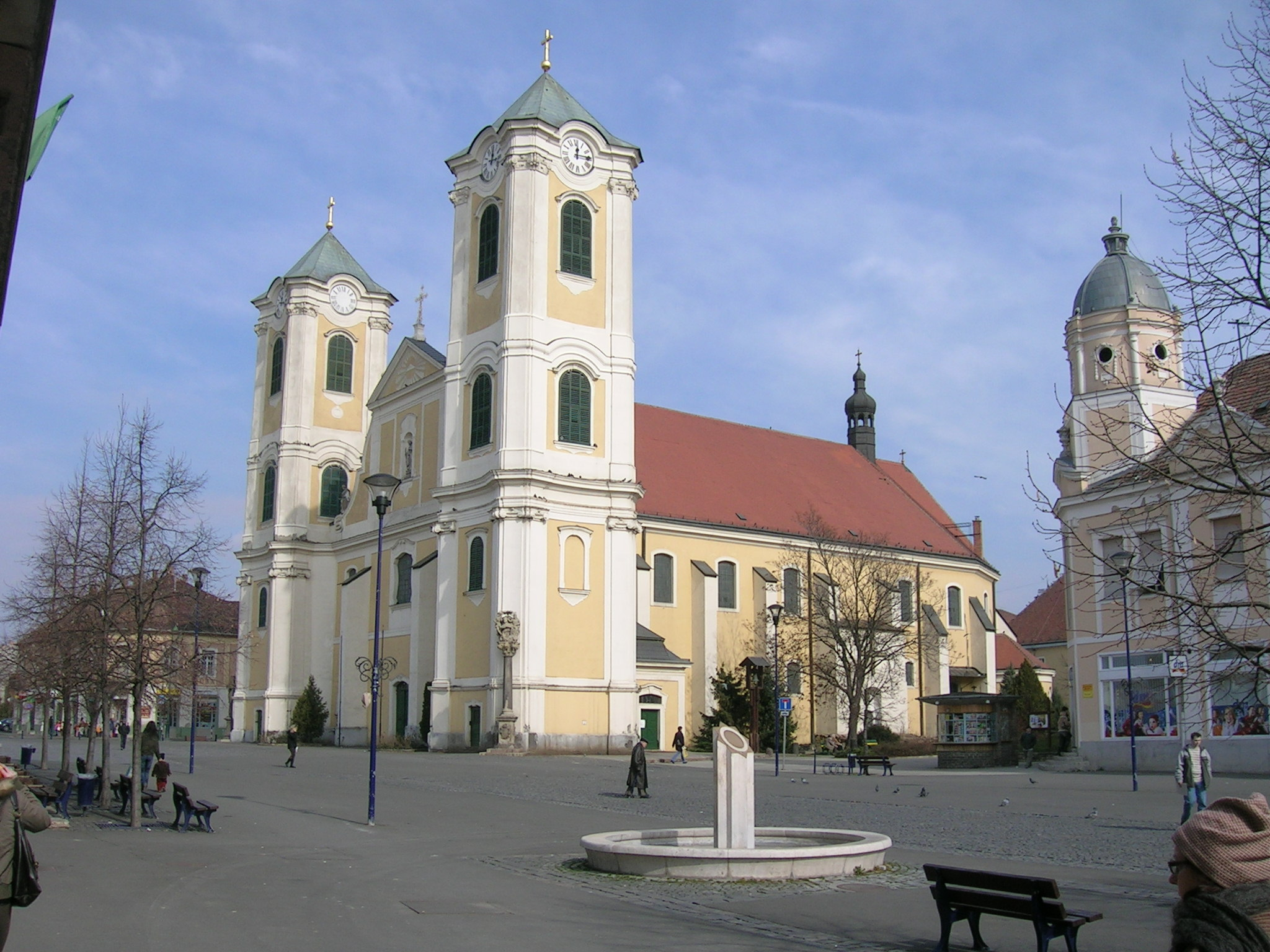
Gyöngyös
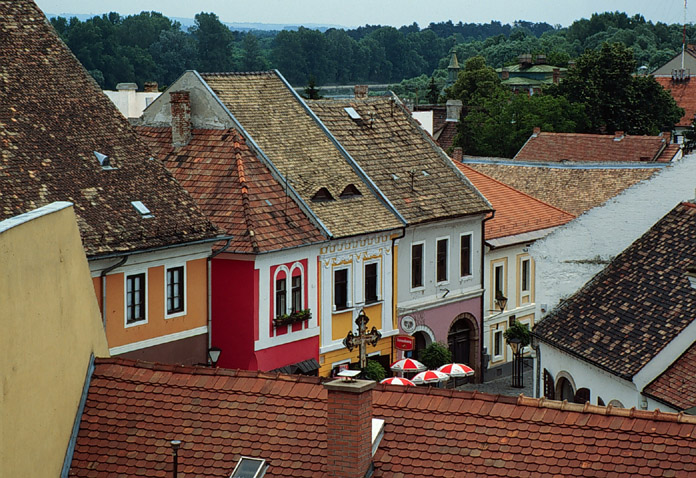
Szentendre

20,000-29,999
- Ajka
- Békés
- Budaörs
- Dombóvár
- Dunaharaszti
- Gyál
- Hajdúszoboszló
- Hatvan
- Jászberény
- Karcag
- Kazincbarcika
- Keszthely
- Kiskunhalas
- Komárom
- Komló
- Makó
- Mohács
- Nagykőrös
- Orosháza
- Oroszlány
- Siófok
- Szentendre
- Szentes
- Tata
- Törökszentmiklós
- Várpalota
- Vecsés

10,000-19,999
- Abony
- Albertirsa
- Balassagyarmat
- Balatonfüred
- Balmazújváros
- Barcs
- Bátonyterenye
- Berettyóújfalu
- Biatorbágy
- Bicske
- Bonyhád
- Budakalász
- Budakeszi
- Celldömölk
- Csongrád
- Csorna
- Dabas
- Dorog
- Edelény
- Fót
- Göd
- Gyomaendrőd
- Gyömrő
- Hajdúhadház
- Hajdúnánás
- Hajdúsámson
- Heves
- Isaszeg
- Kalocsa
- Kapuvár
- Kiskőrös
- Kiskunmajsa
- Kistarcsa
- Kisújszállás
- Kisvárda
- Körmend
- Kőszeg
- Lajosmizse
- Maglód
- Marcali
- Mátészalka
- Mezőberény
- Mezőkövesd
- Mezőtúr
- Monor
- Mór
- Nagyatád
- Nagykálló
- Nagykáta
- Nyírbátor
- Paks
- Pásztó
- Pécel
- Pilis
- Pilisvörösvár
- Pomáz
- Püspökladány
- Ráckeve
- Sajószentpéter
- Sárbogárd
- Sarkad
- Sárospatak
- Sárvár
- Sátoraljaújhely
- Siklós
- Szarvas
- Százhalombatta
- Szigethalom
- Szigetvár
- Tapolca
- Tiszaföldvár
- Tiszafüred
- Tiszakécske
- Tiszaújváros
- Tiszavasvári
- Tolna
- Tököl
- Törökbálint
- Újfehértó
- Üllő
- Veresegyház

5,000-9,999
- Ács
- Alsózsolca
- Aszód
- Bácsalmás
- Balatonalmádi
- Balatonboglár
- Balatonlelle
- Balkány
- Bátaszék
- Battonya
- Berhida
- Csenger
- Csorvás
- Csurgó
- Derecske
- Dévaványa
- Dunaföldvár
- Dunavarsány
- Elek
- Emőd
- Encs
- Enying
- Ercsi
- Fehérgyarmat
- Felsőzsolca
- Fonyód
- Füzesabony
- Füzesgyarmat
- Gárdony
- Hajdúdorog
- Halásztelek
- Ibrány
- Izsák
- Jánoshalma
- Jánossomorja
- Jászapáti
- Jászárokszállás
- Jászfényszaru
- Jászkisér
- Kaba
- Kecel
- Kemecse
- Kenderes
- Kerekegyháza
- Kisbér
- Kistelek
- Komádi
- Kozármisleny
- Körösladány
- Kunhegyes
- Kunszentmárton
- Kunszentmiklós
- Lábatlan
- Lenti
- Létavértes
- Lőrinci
- Martfű
- Martonvásár
- Mélykút
- Mezőcsát
- Mezőhegyes
- Mezőkovácsháza
- Mindszent
- Mórahalom
- Nádudvar
- Nagyecsed
- Nagyhalász
- Nyékládháza
- Nyergesújfalu
- Nyíradony
- Nyírtelek
- Ócsa
- Örkény
- Polgár
- Polgárdi
- Pusztaszabolcs
- Putnok
- Rakamaz
- Rákóczifalva
- Sándorfalva
- Solt
- Soltvadkert
- Sümeg
- Szabadszállás
- Szécsény
- Szeghalom
- Szentgotthárd
- Szentlőrinc
- Szerencs
- Szikszó
- Tamási
- Tápiószele
- Téglás
- Tiszalök
- Tótkomlós
- Tura
- Túrkeve
- Újkígyós
- Újszász
- Vámospércs
- Vásárosnamény
- Velence
- Vésztő
- Zalaszentgrót
- Zsámbék
- Zirc

-4,999
- Abádszalók
- Abaújszántó
- Adony
- Bábolna
- Badacsonytomaj
- Baktalórántháza
- Balatonföldvár
- Balatonfűzfő
- Balatonkenese
- Baracs
- Bélapátfalva
- Beled
- Biharkeresztes
- Bodajk
- Bóly
- Borsodnádasd
- Bük
- Cigánd
- Csanádpalota
- Csepreg
- Demecser
- Devecser
- Dombrád
- Dunavecse
- Fertőd
- Fertőszentmiklós
- Gönc
- Gyönk
- Hajós
- Harkány
- Herend
- Hévíz
- Igal
- Kadarkút
- Kisköre
- Lengyeltóti
- Letenye
- Mágocs
- Mándok
- Máriapócs
- Medgyesegyháza
- Mezőkeresztes
- Nagybajom
- Nagymányok
- Nagymaros
- Nyírlugos
- Nyírmada
- Őriszentpéter
- Pacsa
- Pannonhalma
- Pálháza
- Pécsvárad
- Pétervására
- Rácalmás
- Répcelak
- Rétság
- Rudabánya
- Sajóbábony
- Sásd
- Sellye
- Simontornya
- Szendrő
- Szob
- Tab
- Tét
- Tiszacsege
- Tokaj
- Tompa
- Vaja
- Vasvár
- Vép
- Villány
- Visegrád
- Záhony
- Zalakaros
- Zalalövő
- Zamárdi

- Budapest
- Miskolc
- Pécs
- Kecskemét
- Nyíregyháza
- Szekszárd
- Szombathely
- Sopron
- Veszprém
- Eger
- Vác
- Pápa
- Gyöngyös
- Szentendre